# Sermersooq
Il Kommuneqarfik Sermersooq, o semplicemente Sermersooq, è un comune della Groenlandia, che con i suoi 531 900 km² è il comune più vasto del mondo.
Occupa la parte centromeridionale della Groenlandia: a nord confina con il Parco nazionale della Groenlandia nordorientale, a nord-ovest con il comune di Avannaata e ad ovest con quelli di Qeqertalik e Qeqqata; a sud-ovest si affaccia sul Mare del Labrador, a sud confina con il comune di Kujalleq, a sud-est è bagnato dall'Oceano Atlantico e ad est è separato dall'Islanda dallo Stretto di Danimarca. L'estremità orientale, la penisola di Ittoqqortoormiit, ha un fuso orario diverso (UTC-1) dal resto del comune (UTC-3).
Il comune di Sermersooq è stato istituito il 1º gennaio 2009 dopo la riforma che ha rivoluzionato il sistema di suddivisione interna della Groenlandia: i precedenti comuni di Ivittuut, Paamiut, Nuuk (la capitale della Groenlandia), Ammassalik e Ittoqqortoormiit si sono fusi e hanno formato l'attuale comune di Sermersooq.

## Geografia antropica

### Suddivisioni amministrative
- Arsuk
- Isortoq
- Ittoqqortoormiit (Scoresbysund)
- Kangilinnguit (Grønnedal)
- Kapisillit (Lakskaj)
- Kulusuk (Kap Dan)
- Kuummiit
- Nuuk (Godthåb)
- Paamiut (Frederikshåb)
- Qeqertarsuatsiaat (Fiskernæs)
- Sermiligaaq
- Tasiilaq (Oscarshavn)
- Tiniteqilaaq

## Amministrazione

### Gemellaggi
- Ålborg - Danimarca
- Copenaghen - Danimarca
- Helsinki - Finlandia
- Oslo - Norvegia

- Reykjavík - Islanda
- Stoccolma - Svezia
- Tórshavn - Fær Øer
- Vantaa - Finlandia